# هراپن گونلوگشون
هراپن گونلوگشون (ایسلندی: Hrafn Gunnlaugsson؛ ‏ تلفظ ایسلندی: [ˈr̥apn̥]‏؛ زادهٔ ۱۷ ژوئن ۱۹۴۸) کارگردان فیلم و فیلم‌نامه‌نویس اهل ایسلند است. وی از سال ۱۹۷۴ میلادی تاکنون مشغول فعالیت بوده‌است.
از فیلم‌های او می‌توان به وایکینگ سپید (۱۹۹۱) اشاره کرد.